# スパイ粛清事件
スパイ粛清事件（スパイしゅくせいじけん）とは、1982年9月12日に新右翼活動家4人が起こした内ゲバ殺人事件。「右翼版連合赤軍事件」として知られる。
実行犯の一人高橋哲夫は、後に見沢知廉の筆名で作家活動をおこなった。

## 概要
当時、高橋（統一戦線義勇軍書記長、一水会政治局長、23歳。通称は清水浩司）、S（設計会社勤務、22歳）、K（大日本皇心塾代表、20歳）、A（大日本皇心塾構成員、17歳）、Y（元アナキスト、日本憂国同志会準構成員、27歳）は既成の新右翼団体に飽き足らず、より過激な新団体の結成を画策していた。その中で挙動不審とされたYが公安のスパイの嫌疑をかけられ、9月11日22時、残りの4人により東京都中央区晴海に拉致されてバールで殴打され、自分がスパイであることを認めた後、意識不明の重態となった。「こんな重傷を負わせて逃がしたら俺たちが報復されて殺される。こうなったらYを殺すしかない」との高橋の呼びかけにより、4人はYを自動車に乗せ、夜の中央自動車道で移動。この途中、まだ息のあったYを高橋とSがロープで絞殺した。青木ヶ原の樹海にYの遺体を埋めた4人は東京に戻ったが、Yがスパイだったかどうか確信のないKとAが動揺し、銀座のホテルで一水会の鈴木邦男らに相談を持ちかけた。このときのことについて、鈴木は「そのアナキストがスパイだったかどうかわからない。だが、こんなことは必ずバレる。自首させるしかないだろう」との結論に達しかけたと書いているが、Kによると、鈴木は「初めから『一水会の人間を司直の手に渡すわけには行かない』と言っていた」という。
最終的には「48時間後に皆で自首しよう。その時点で自首したくない人は逃亡すればいい」という結論になったが、高橋は全く動ぜず「僕ら（高橋とS）だけで逃げます。そのために"証拠"を消したい。死体を別の場所に埋め直すので手伝って下さい」と主張。こうして鈴木から木村三浩と一水会シンパのIを紹介された高橋とSは、9月15日、木村やIの手助けで青木ヶ原からYの遺体を掘り出し、静岡県の朝霧高原に埋め直した。このとき、高橋は「念を入れ、誰だかわからないようにしましょう」と言ってYの遺体にトーチランプを近づけ、バーナーの炎で顔や手足を丹念に焼いていた。
しかし9月16日、警視庁本田署にKとAが自首したことから事件が発覚。警察は青木ヶ原を捜索したものの遺体が出なかったことから、当初殺人事件の存在を疑問視していたが、青木ヶ原で警察犬に発見された血痕とSの自動車のトランクから出た血痕が一致したことから、9月18日、SはKやAと共に逮捕され、高橋は全国指名手配を受けた。
高橋は新右翼活動の先輩の助けで神奈川県の空き家に身を隠していたが、かねてより日本教職員組合委員長槙枝元文の暗殺を計画していたため交番を襲撃して銃を奪うことを企てたものの果たせず、9月23日午前3時、神奈川県警藤沢署片瀬海岸派出所に出頭、逮捕された。5日後には、木村ならびにIが遺体の埋め直しを助けた容疑で逮捕されている。鈴木邦男も警察から任意同行を再三求められたが拒否を貫き、辛うじて逮捕を免れた。
なお高橋らが起訴された頃、鈴木は日本民族独立義勇軍（後の赤報隊）から「鈴木さんは見沢について"民族派の最大の頭脳を失った"と書いてましたね。そんなに大事な男なら我々が奪還してやりますよ」「そんなことできないと思ってるんでしょう。なーに、ハイジャックをして人質を取ったら政府は簡単に応じますよ。そして見沢を○○○（国名）へ出国させます。しばらくして日本に密入国させ、鈴木さんたちに返します」との申し出を受けて迷い抜いたが、結局は断ったという。